# Nathalia Siqueira
Nathalia Siqueira (Rio de Janeiro, 30 de dezembro de 1984), conhecida também apenas por Nathalia ou Country Star, é uma cantora e compositora brasileira vencedora do talent show Country Star, da Rede Bandeirantes. Nathalia é irmã da Miss Brasil 2010 e ex-participante do reality show A Fazenda Débora Lyra.

## Biografia
Apesar de não ter nascido em uma família de músicos, Nathalia Siqueira, nascida no Rio de Janeiro, mas criada em Vila Velha, no Espírito Santo, sempre apresentou o sonho de ser cantora. Em 1989, aos 3 anos começou a cantar em casa para os familiares e amigos e, em 1997, aos 12 anos, se apresentou pela primeira vez em um concurso de música promovido por seu colégio, onde ganhou a atenção do padrasto, que passou a incentivar a aspirante a cantora. Dos 16 anos aos 21 anos, Nathalia passou por diversos trabalhos como vendedora de planos de celular, agente de turismo e até mesmo secretária em um consultório dentário, mas foi mesmo em uma escola de música onde trabalhou que a cantora aprendeu mais sobre a profissão que desejava. Ao mesmo tempo que trabalhava, a cantora se apresentava em festivais e barzinhos cantando country e MPB, além de canções internacionais de cantoras como Shania Twain. Aos 21, Nathalia engravidou de seu namorado e deu à luz seu primeiro filho, Bryan.
Em 2007, aos 22 anos, viu a chance de se tornar cantora profissional ao se inscrever no talent show Country Star, quadro do programa Terra Nativa, comandado pela dupla sertaneja Guilherme & Santiago na Rede Bandeirantes, após insistência de uma amiga. Durante oito semanas, Nathalia passou por seleções, de onde foram retiradas 300 candidatas entre 4.132 inscritas, levadas à eliminatórias e semifinais, sob a avaliação dos jurados Rick Bonadio, Zilú Camargo e Bozo Barretti, até chegar a final do programa. Em uma disputa acirrada com a segunda finalista, Marília Dutra, Nathalia acabou por ganhar a disputa com 6 milhões de votos, tornando-se a artista contratada pela Universal Music.
Em 25 de setembro de 2007, foi lançado o primeiro single da cantora, "Você Me Ensinou o Amor", alcançando o primeiro lugar no Hot 100 Brasil, entrando ainda para o Hit Parade Brasil e fechando como uma das canções mais tocadas do ano seguinte, 2008. O primeiro álbum da cantora, intitulado Country Star, teve a participação do cantor Leonardo, além da dupla Guilherme & Santiago e da banda country americana Dixie Chicks, tendo a produção de Rick Bonadio e Eric Silver, gravado na cidade de Nashville, nos Estados Unidos. Emily Robison, da banda Dixie Chicks, compôs a canção "Homem da Estrada" especialmente para o álbum, tendo ainda a canção "Quem Não Queria Ser Eu" composta por Keith Urban, além das versões das canções "God Only Knows", dos Beach Boys, intitulada "O Que Poderá Ser De Mim Sem Você?", e "What Hurts The Most", de Jo O'Meara, intitulada "Você Vai Voltar Pra Mim". Em 2008, foram lançados outros três singles do álbum, "Vou Ser Feliz", "O Que Ela Tem Que Eu Não Tenho" e "Você Vai Voltar Pra Mim", uma das canções mais tocadas do ano de 2008, chegando a figurar entre as quinze melhores do Hot 100 Brasil e as cinco mais tocadas pelo Hit Parade Brasil.
Em 2009, o contrato com a Universal Music chegou ao fim, não sendo renovado por ambas as partes. No mesmo anos Nathalia assinou com a HRP Promoções Artísticas, comandado pelo empresário Hamilton Régis Policastro, lançando seu segundo álbum, intitulado Nada Vai Me Derrubar. Em 2010, a irmã da cantora, Débora Lyra, venceu o concurso de Miss Brasil.
Em 2011, Nathália decidiu encerrar a carreira no sertanejo e voltou à sua terra natal para começa a cantar em uma igreja e dar seu testemunho de vida.

## Discografia

### Álbuns
| Ano  | Álbum                                                                          | Vendas e Certificações                   |
| ---- | ------------------------------------------------------------------------------ | ---------------------------------------- |
| 2007 | Country Star - Lançamento: 10 de dezembro de 2007 - Gravadora: Universal Music | - Vendas totais: 600.000 - ABPD: Platina |
| 2009 | Nada Vai Me Derrubar - Lançamento: 15 de outubro de 2009 - Gravadora: HRP      | - Vendas totais: 140.000                 |
| 2012 | Nova Criatura Sou - Lançamento: 2012 - Gravadora: HRP                          |                                          |

### Singles
| Ano  | Single                           | Charts      | Álbum                |
| Ano  | Single                           | BRA Hot 100 | Álbum                |
| ---- | -------------------------------- | ----------- | -------------------- |
| 2007 | "Você Me Ensinou o Amor"         | 1           | Country Star         |
| 2008 | "Vou Ser Feliz"                  | 9           | Country Star         |
| 2008 | "Você Vai Voltar pra Mim"        | 4           | Country Star         |
| 2008 | "O Que Ela Tem Que eu Não Tenho" | 38          | Country Star         |
| 2009 | "Babau"                          | 66          | Nada Vai Me Derrubar |
| 2009 | "Nada Vai Me Derrubar"           | 96          | Nada Vai Me Derrubar |
| 2010 | "Deixa Pra Lá"                   | —           | Nada Vai Me Derrubar |

### CD/DVD Ao Vivo
| Ano  | Álbum                                                                                 | Posições | Posições    | Vendas e Certificações  |
| Ano  | Álbum                                                                                 | BRA ABPD | BRA Hot 100 | Vendas e Certificações  |
| ---- | ------------------------------------------------------------------------------------- | -------- | ----------- | ----------------------- |
| 2008 | Nathalia - Ao Vivo - Lançamento: 25 de fevereiro de 2008 - Gravadora: Universal Music | 6        | 4           | - Vendas totais: 50.000 |

## Turnês
- 2008: Country Star Tour
- 2010: Nathalia in Tour